# Длиннохвостая бурозубка
Длиннохвостая бурозубка (лат. Sorex dispar) — млекопитающее семейства землеройковых, обитающее в Канаде, США.
Встречается в горных, лесных районах (лиственных или вечнозелёных) на каменистых склонах в горных районах вдоль атлантического побережья.
Животное серого цвета (низ светлый) с заострённой мордой и длинным хвостом.
Питается насекомыми и пауками. Естественные враги: ястребы, совы, змеи.
Бывает 1—2 приплода с мая по август по 2—5 детёнышей. Половая зрелость наступает менее чем за год. Как и другие представители рода, вид, вероятно, не доживает до 18-месячного возраста.
Угрозы и охрана